# Taiping Shuiku (reservoar i Kina, Zhejiang)
Taiping Shuiku (kinesiska: 太平水库) är en reservoar i Kina. Den ligger i provinsen Zhejiang, i den östra delen av landet, omkring 140 kilometer söder om provinshuvudstaden Hangzhou. Taiping Shuiku ligger 138 meter över havet. Arean är 2,3 kvadratkilometer. I omgivningarna runt Taiping Shuiku växer i huvudsak blandskog. Den sträcker sig 1,2 kilometer i nord-sydlig riktning, och 3,2 kilometer i öst-västlig riktning.
Genomsnittlig årsnederbörd är 2 368 millimeter. Den regnigaste månaden är juni, med i genomsnitt 417 mm nederbörd, och den torraste är januari, med 69 mm nederbörd.